# Le Programme 111
Ne doit pas être confondu avec Programme 985.
Le Programme 111 est un roman d'espionnage de la série SAS, portant le no 161 de la série, écrit par Gérard de Villiers, publié en 2006. Comme tous les SAS parus au cours des années 2000, le roman a été édité à 200 000 exemplaires. Le roman a de nouveau été publié en 2015 avec une page de couverture différente.
Le roman évoque de manière approfondie le programme nucléaire de l'Iran (appelé « Programme 111 » dans le roman) et la construction d'armes de destruction massive en Iran.
Par rapport à d'autres romans de la série, la construction du récit est complexe et la structure narrative est assez dense. Le roman évoque de manière intéressante la vie quotidienne à Téhéran dans les années 2000, avec les conflits entre la population civile et le clergé islamique.

## Autour du roman
Il s'agit de la seconde visite de Malko Linge en Iran, après SAS contre CIA paru en 1965.
Le roman sera évoqué dans Le Beau Danube rouge (SAS n°196 - 2013).

## Résumé

Carte des installations nucléaires iraniennes.

Le roman est implicitement divisé en quatre épisodes de tailles différentes. 
En guise de longue introduction, la première partie présente Malko qui doit accueillir en Autriche Bani Farzaneh, un opposant iranien susceptible de livrer des informations concernant le programme nucléaire de l'Iran. Néanmoins les services secrets iraniens précèdent Malko et assassinent Bani Farzaneh dès son arrivée en Autriche (p. 7 à 64). 
Dans une deuxième partie (la plus longue du roman), Malko est envoyé en Iran pour prendre contact avec un important ingénieur (Saïd Hajjarian) afin de l'exfiltrer hors d'Iran. Pour cela, la CIA lui donne l'identité d'Otto Gruber, un commerçant autrichien spécialisé dans l'import-export de tapis. Sous cette identité, Malko entre en relation avec Ali Ghoroob, un exportateur iranien de tapis (qui ignore sa qualité d'agent secret). Malko parvient à contacter Saïd Hajjarian, et monte l'organisation de l'exfiltration : Saïd Hajjarian doit être accompagné jusque dans une zone désertique dans l'ouest iranien avant d'être récupéré par des hélicoptères américains de type Super Stallion. Après avoir résolu diverses difficultés et fait face à l'arrestation de Kaveh Husseini, un opposant au régime islamique, Malko parvient à amener Saïd Hajjarian jusqu'au lieu de rencontre. Cependant l'opération échoue en raison d'une tempête de sable. Par peur de la torture qu'il pourrait subir de la part des services secrets iraniens, Saïd Hajjarian se suicide (p. 65 à 213). 
Dans la troisième partie, qui sert de transition dans le récit, Malko tente de quitter l'Iran, alors que les services secrets iraniens ont découvert la tentative de fuite de Saïd Hajjarian et mènent, avec les Pasdarans, une enquête efficace qui les mène sur la trace de Malko (p. 214 à 240). 
Dans la quatrième et dernière partie, Malko, de retour en Autriche, apprend qu'il a la possibilité de transférer aux États-Unis un autre opposant au régime islamique, Ayman Daneschou, expert en questions nucléaires. À Vienne, un faux enlèvement de Ayman Daneschou (c'est-à-dire avec l'accord de ce dernier) est réalisé sous l'égide de Malko. Les services secrets iraniens réagissent alors de manière inattendue en enlevant Alexandra Vogel, la compagne de Malko, et en proposant de l'échanger contre Ayman Daneschou. Malko réagit violemment en s'attaquant à un membre des services secrets iraniens. De fil en aiguille, il parvient à délivrer Alexandra, par l'emploi notamment de la torture à l'encontre de deux iraniens. Dans les dernières pages du roman, Ayman Daneschou passe en Occident et fait des révélations à l'AIEA concernant le programme atomique iranien (p. 241 à 301).